# Koło (teoria grafów)

Przykłady kół

Koło – w teorii grafów, graf powstały z cyklu poprzez dodanie nowego wierzchołka połączonego krawędzią z każdym wierzchołkiem tego cyklu. Koło o {\displaystyle n} wierzchołkach oznacza się symbolem {\displaystyle W_{n}}.
Koło o {\displaystyle n} wierzchołkach jest grafem ostrosłupa o podstawie {\displaystyle (n-1)}-kąta.
Graf {\displaystyle W_{n}} ma {\displaystyle n} wierzchołków i {\displaystyle 2(n-1)} krawędzi. Koło o czterech wierzchołkach jest izomorficzne z grafem pełnym o tej samej liczbie wierzchołków. Z kolei {\displaystyle W_{5}} jest izomorficzne z pełnym grafem trójdzielnym {\displaystyle K_{1,2,2}}.

## Własności
Koła o nieparzystej liczbie wierzchołków są 3-chromatyczne, a koła o parzystej liczbie wierzchołków mają liczbę chromatyczną równą 4.
Wszystkie koła są planarne. Każde koło jest izomorficzne ze swoim grafem dualnym.
Każde koło jest grafem hamiltonowskim. Co więcej, graf {\displaystyle W_{n}} zawiera dokładnie {\displaystyle n-1} cykli Hamiltona.
Graf {\displaystyle W_{7}} jest jedynym kołem, które można narysować na płaszczyźnie tak, aby każda krawędź była jednostkowej długości. Przy zachowaniu tej reguły, pozostałe koła można narysować w przestrzeni trójwymiarowej.
Dla każdego {\displaystyle k,} wszystkie grafy 3-spójne o odpowiednio wielu wierzchołkach zawierają {\displaystyle W_{k}} lub {\displaystyle K_{3,k}} jako minor.